# Anomoianthella popeae
Anomoianthella popeae är en svampdjursart som beskrevs av Patricia R. Bergquist 1980. Anomoianthella popeae ingår i släktet Anomoianthella och familjen Ianthellidae. Inga underarter finns listade i Catalogue of Life.